# Inio Asano
Inio Asano (jap. 浅野 いにお Asano Inio; ur. 22 września 1980 w Ishioce) – japoński mangaka, autor serii takich jak Solanin, Dobranoc, Punpunie i Dead Dead Demon’s Dededede Destruction. Znany jest z tworzenia realistycznych, opartych na postaciach historii, poczynając od okruchów życia, a na horrorach psychologicznych kończąc. W 2001 roku zdobył nagrodę Rookie Prize dla młodych autorów przyznawaną przez magazyn Sunday GX za opowiadanie Uchū kara konnichiwa. W 2010 roku redakcja gazety Yomiuri Shimbun opisała Asano jako „jeden z głosów swojego pokolenia”.

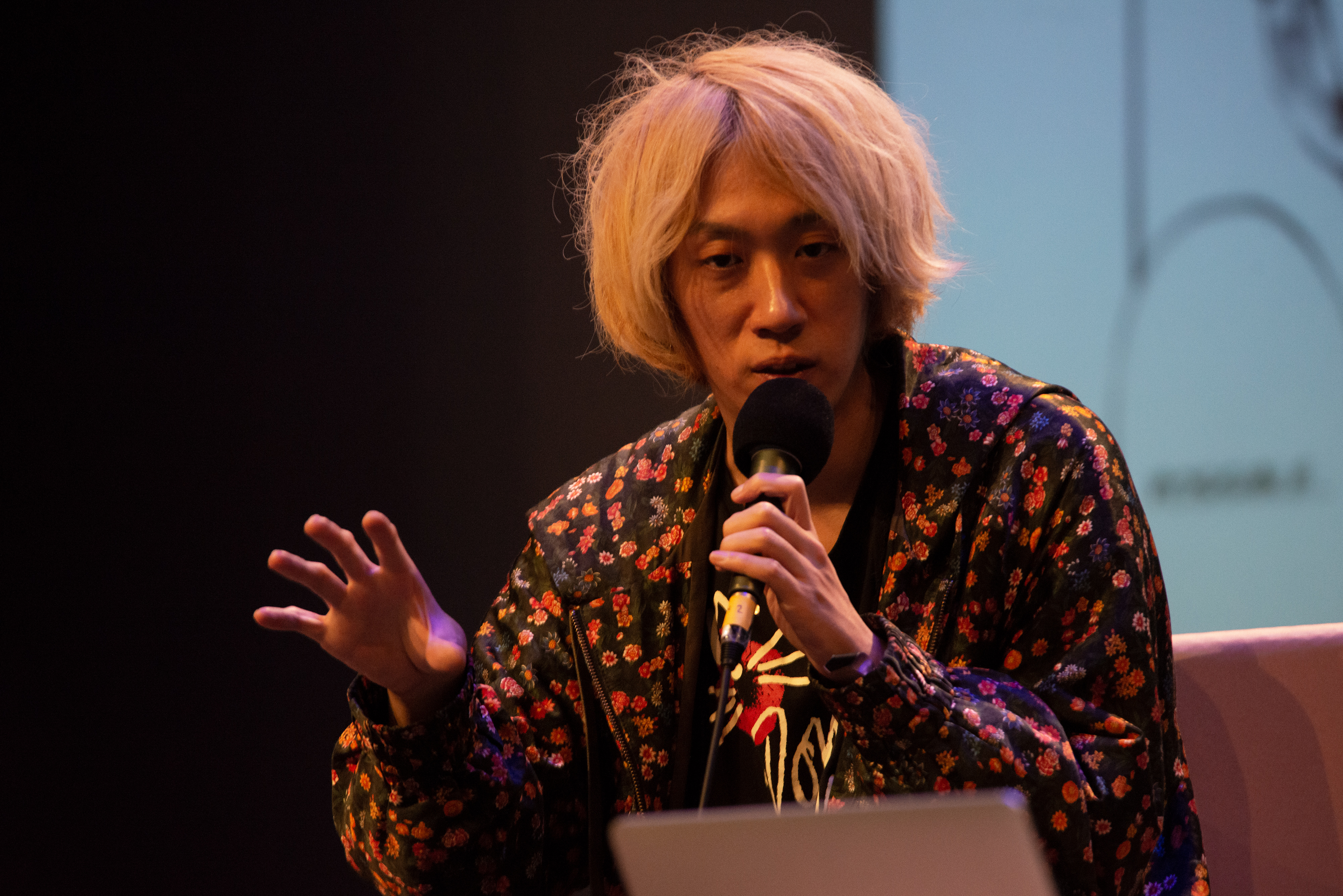
Inio Asano podczas Międzynarodowego Festiwalu Komiksu w Angoulême w 2020 roku.

## Twórczość
- Futsū no hi (jap. 普通の日) (2000)
- Sotsugyōshiki jigoku (jap. 卒業式地獄) (2000)
- Uchū kara konnichiwa (jap. 宇宙からコンニチハ) (2001)
- Subarashii sekai (jap. 素晴らしい世界) (2002–2004)[4]
- Nijigahara Holograph (jap. 虹ヶ原ホログラフ Nijigahara horogurafu) (2003–2005)[5]
- Osiedle promieniste (jap. ひかりのまち Hikari no machi) (2004–2005)[6]
- Sekai no owari to yoake mae (jap. 世界の終わりと夜明け前) (2005–2008)[7]
- Solanin (jap. ソラニン Soranin) (2005–2006)[8]
- Dobranoc, Punpunie (jap. おやすみプンプン Oyasumi Punpun) (2007–2013)[9]
- Ozanari-kun (jap. おざなり君) (2008–2011)[10]
- Dziewczyna znad morza (jap. うみべの女の子 Umibe no onna no ko) (2009–2013)[11]
- Ctrl+T Asano Inio Works (jap. Ctrl+T 浅野いにおWORKS Kontorōru purasu tī Asano Inio wākusu) (2010)
- Planet (2010)
- Toshi no se (jap. としのせ) (2012)
- Kinoko takenoko (jap. きのこたけのこ) (2013)
- Dead Dead Demon’s Dededede Destruction (jap. デッドデッドデーモンズデデデデデストラクション Deddo deddo dēmonzu dededededesutorakushon) (2014–2022)[12]
- Bakemono Recchan/Kinoko Takenoko: Asano Inio tanpenshū (jap. 浅野いにお短編集　ばけものれっちゃん／きのこたけのこ) (2015)
- Yūsha tachi (jap. 勇者たち) (2015–2018)[13]
- Funwari otoko (jap. ふんわり男) (2016)
- Sayonara Bye-Bye (jap. さよならばいばい Sayonara bai bai) (2016)
- Upadek (jap. 零落 Reiraku) (2017)[14]
- Service Area (jap. サービスエリア Sābisueria) (2018)
- Tempest (jap. TEMPEST Tenpesuto) (2018)
- Moshi mo Tōkyō (jap. もしも東京) (2020)[15]
- Mujina Into the Deep (od 2023)[16]